# Osmancık, Kadınhanı
Osmancık là một thị trấn thuộc huyện Kadınhanı, tỉnh Konya, Thổ Nhĩ Kỳ. Dân số thời điểm năm 2011 là 3.015 người.